# Wiekowicz
Wiekowicz – polski herb szlachecki, odmiana herbu Pobóg.

## Opis herbu
Opis zgodnie z klasycznymi regułami blazonowania:
W polu błękitnym podkowa srebrna z sercem czerwonym, na którym zaćwieczone pół strzały srebrnej, między ocelami. 
Klejnot: Trzy pióra strusie. 
Labry: Błękitne, podbite srebrem.

## Herbowni
Wiekowicz, Więckowicz.

### Znani herbowni
- Wiekowicz Mikołaj, rotmistrz Upitskiego powiatu w 1625, brał udział w walkach przeciw Szwedom.